# Distretto di Salyan (Nepal)
Il distretto di Salyan è un distretto del Nepal, in seguito alla riforma costituzionale del 2015 fa parte della provincia Karnali Pradesh. 
Il capoluogo è Salyan.
Geograficamente il distretto appartiene alla zona collinare della Mahabharat Lekh.
Nel distretto vi è una forte presenza del gruppo etnico Magar, che dopo i Chhetri costituisce il secondo gruppo per popolazione.

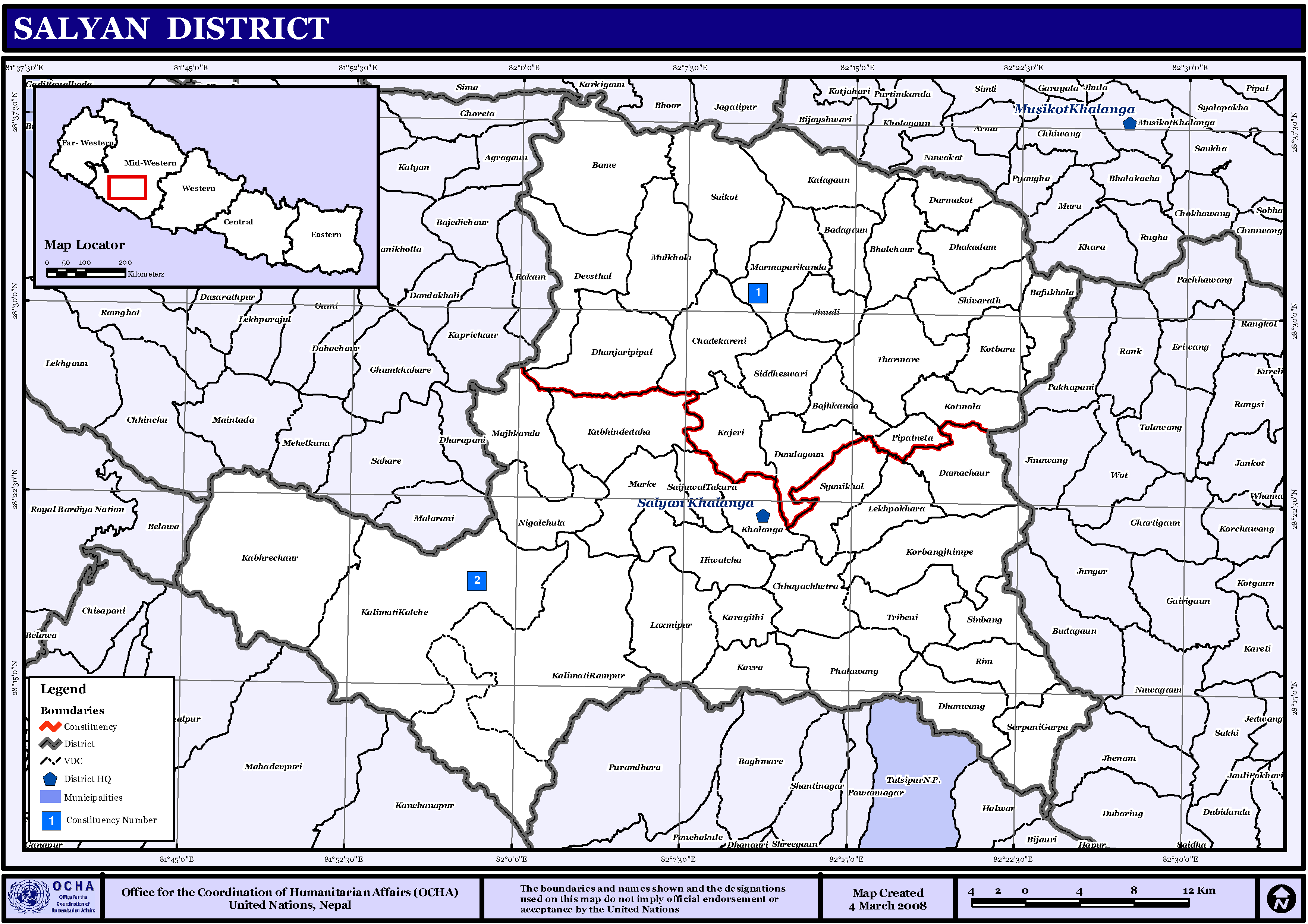
Mappa del distretto di Salyan